# نبيل قانصوه
نبيل قانصوه (بالإنجليزية: Nabil Kanso)‏ رسام لبناني أميركي ولد في بيروت، لبنان. أعماله تتعامل مع الموضوعات المعاصرة والتاريخية والأدبية، وتتميز في معالجة عفوية وقوية من الطلاء، وغالبا ما يتم على احجام جداريات وعلى نطاق واسع الأشكال. صوره تتكلل بقوة الحركة والتوتر التي تجسد ألوان وأشكال رمزية مكثفة معالجة القضايا الاجتماعية والسياسية والحرب. حرب فيتنام والحرب الأهلية اللبنانية (1975-1991) قد أثرت تأثيرا عميقا في تطور ونطاق موضوعاته في التعامل مع العنف والحرب. سلسلته انقسام الحياة تشمل مجموعة واسعة من اللوحات التي تصور مشاهد هائلة من الوحشية والمعاناة الإنسانية.

## الحياة والعمل
نما نبيل قانصوه في بيروت حيث تعيش عائلته في منزل اسقفته مزخرفة في الأعمال الفنية الإيطالية والشرقية. سافر في عام 1961 إلى انكلترا، ودخل مدرسة لندن بوليتكنك حيث درس الرياضيات والعلوم. في عام 1966انتقل إلى نيويورك والتحق بجامعة نيويورك حيث حصل على بكالوريوس وماجستير في تاريخ الفن والفلسفة والعلوم السياسية. في عام 1968 حصل على استوديو في مانهاتن والتزم الفن وشرع في تطوير أفكاره وطريقة الرسم.

## 1971 - 1979
خلال 1971-1974 أجرى قانصوه سلسلة معارض منفردة في جاليري 76 في نيورك حيث تضمنت لوحات في المؤلفات التي تعكس بدرجات متفاوتة التعبيريات الرومانسية والتأثيرات الرمزية وأشكال التعبير وشملت الهيام، رقصة الحرب، الطيور الجارحة وساحة الشهداء. على الرغم من أن المعارض لفتت الانتباه عدم وجود ما يكفي من الكفاف سبب إغلاق مرسمه ومحتوياتها بما في ذلك وضعت مئات من لوحاته في المخازن، وفي نهاية المطاف، فقدت أو دمرت.
وبين عام 1974 و1979 اقام قانصوه استوديوهات في مواقع مختلفة في كارولينا، أتلانتا، ونيواورليانز إنتاج عدد كبير من اللوحات. من بين أعمال هذه الفترة هي سلسلة فيتنام 1974، لبنان التي بدأت في عام 1975 عند اندلاع الحرب الأهلية اللبنانية، ثم سلسلة دقيقة 1978-1979 عن هيروشيما وناغازاكي ولوحات الجاز 1978-1979 عن موسيقى الجاز، وسلسلة فاوست 1976-1979 التي تضم أكثر من مئة لوحة عن الدراما لغوته.

## 1980 - 2007
في عام 1980 استقر قانصو في أتلانتا، جورجيا حيث أسس استوديو وعقد العديد من المعارض. وفي عام 1983، ذهب إلى فنزويلا حيث عرض أعماله في ماراكايبو (1985)، كراكاس (1987) وميريدا (1987-1989) وكان المعارض تدعى رحلة الفن من أجل السلام وعرضت تحت رعاية المتاحف والمؤسسات الثقافية، ومراكز السلام وخصوصا في أميركا اللاتينية.
قانصوه يعرض أعماله في تغطية الجدران في لوحاته كامل مساحة المعرض وتركيب المحيطة المشاهد يهدف إلى إيصال كثافة بين واقع الموضوع وواقع اللوحة، وتعكس مشاركة الفنان مع لوحات زيتية المحتويات التي تمثل حياته البصرية والعلاقة المتضاربة الثقافات الشرقية والغربية والتقاليد.
من بين أعمال هذه الفترة هي سلسلة جنوب أفريقيا 1980، الأحلام الرهيبه (1980-1981)، لبنان (1980-1983)، أبوكاليبس (1982-1984)، الاجنحة المتحاربة (1984-1985)، عطيل (1985)، لوحات الكتلة (1986-1988)، أوراق من مسرح الحرب (1980-1990)، رقصة سالومي (1988)، أمريكا 500 سنة (1989-1991), الكويت (1990-1991)، الذاكرة الحية (1992-1994)، العراق (2004-2007)

## وصلات خارجية
الموقع الرسمي